# Завод фосфорних добрив у Танга
Завод фосфорних добрив у Танга — колишній виробничий майданчик у танзанійському місті Танга.
Завод спорудили в 1971—1972 роках. Він мав проєктну потужність у 100 тисяч тонн добрив на рік та виробляв суперфосфат (отримують шляхом обробки фосфоритів сульфатною кислотою) та потрійний суперфосфат (результат обробки фосфоритів фосфорною кислотою). Технологічний процес також включав продукування сульфатної кислоти (з елементарної сірки) та фосфорної кислоти (результат розкладу фосфоритів сульфатною кислотою). Як супутній продукт отримували фосфогіпс.
Необхідні для роботи заводу фосфорити імпортували з Марокко та Йорданії, так само треба було завозити сірку. При цьому станом на 1974 рік завод працював не більш ніж на половину своєї потужності, причинами чого були зависока вартість сировини, а також нерозвинений попит на добрива у країні з традиційним сільським господарством.
У 1983-му почала роботу танзанійська фосфоритова копальня Мінджингу, яка мала забезпечувати завод прийнятною за ціною сировиною. Втім, на цей час стан обладнання майданчику в Танга був такий, що він працював лише на незначну частину своєї потужності. Так, найбільший обсяг споживання фосфоритного концентрату з Мінджингу був зафіксований у 1985-му на рівні 21 тисячі тонн.
У 1990 році сталась руйнація башти зі складу кислотного комплексу, що призвело до закриття заводу.